# كونغرس الولايات المتحدة السابع عشر بعد المائة
كونغرس الولايات المتحدة رقم 117 هو اجتماع للفرع التشريعي للحكومة الفيدرالية للولايات المتحدة، يتألف من مجلس الشيوخ الأمريكي ومجلس النواب الأمريكي. انعقد في واشنطن العاصمة في 3 يناير 2021، خلال الأسابيع الأخيرة من رئاسة دونالد ترامب وأول عامين من رئاسة جو بايدن وانتهى في 3 يناير 2023.
حسمت انتخابات 2020 السيطرة على كلا المجلسين. في مجلس النواب، احتفظ الحزب الديمقراطي بأغلبيته، وإن كانت قد انخفضت من الكونغرس ال 116. وهي مماثلة في الحجم للأغلبية التي عقدها الحزب الجمهوري خلال المؤتمر الثالث والثمانين (1953-1955).
في مجلس الشيوخ، احتفظ الجمهوريون بالأغلبية لفترة وجيزة في البداية. ومع ذلك، في 20 كانون الثاني (يناير) 2021، أدى ثلاثة أعضاء ديمقراطيين جدد في مجلس الشيوخ (جون أوسوف ورافائيل وارنوك من جورجيا وأليكس باديلا من كاليفورنيا) اليمين، مما أدى إلى شغل 50 مقعدًا للجمهوريين، و 48 مقعدًا يحتفظ بها الديمقراطيون، واثنان يشغلها مستقلون. تجمع الديمقراطيين. على نحو فعال، أدى هذا إلى حدوث انقسام بنسبة 50-50، وهو ما لم يحدث منذ المؤتمر 107 في عام 2001. كانت هذه هي المرة الرابعة فقط في تاريخ الولايات المتحدة التي ينقسم فيها مجلس الشيوخ بالتساوي - أول مرة في الكونغرس السابع والأربعين (1881-1883) والأطول بقاءً على الإطلاق.
أدى أعضاء مجلس الشيوخ الجدد اليمين أمام نائبة الرئيس كامالا هاريس، بعد ساعات فقط من تنصيبها. مع كون هاريس بمثابة قاطع التعادل في دورها الدستوري كرئيسة لمجلس الشيوخ، اكتسب الديمقراطيون السيطرة على مجلس الشيوخ، وبالتالي السيطرة الكاملة على الكونجرس لأول مرة منذ انتهاء المؤتمر 111 في عام 2011.
بالإضافة إلى ذلك، مع تنصيب جو بايدن كرئيس في نفس اليوم، تولى الديمقراطيون السيطرة على الفرع التنفيذي أيضًا، وحصلوا على ثلاثية الحكومة الفيدرالية الشاملة، أيضًا لأول مرة منذ المؤتمر 111.
على الرغم من أن الديمقراطيين يحتلون أغلبية ضئيلة في كلتا الغرفتين خلال فترة تصاعد الانقسامات السياسية، إلا أن كونغرس الـ 117 شهد تمرير العديد من القوانين الهامة، بما في ذلك قانون الحد التضخم، خطة الإنقاذ الأمريكية، قانون الاستثمار في البنية التحتية وخلق فرص العمل، قانون إصلاح الخدمة البريدية، قانون المجتمعات الآمنة الثنائي الأحزاب، تكريم وعدها بمعالجة قانون السموم الشامل لعام 2022، قانون إصلاح الفرز الانتخابي وتحسين الانتقال الرئاسي، وقانون احترام الزواج.

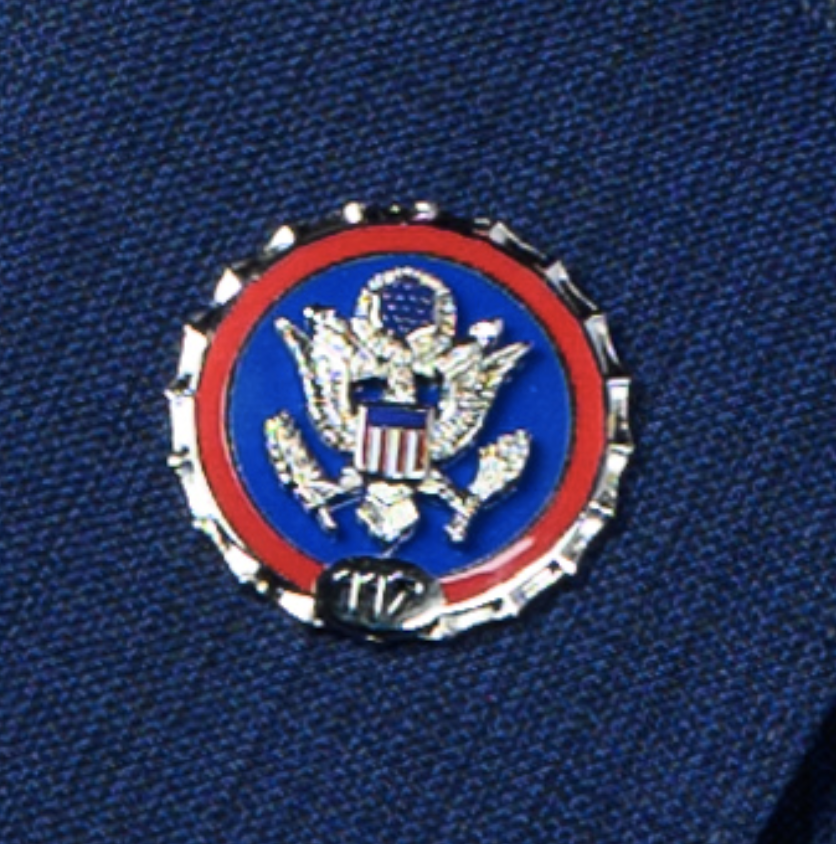
الشارة الخاصة بعضو مجلس النواب في كونغرس الولايات المتحدة رقم 117

## الأحداث الكبرى
- في 3 يناير 2021، بدأت الدورة الرسمية للكونغرس الولايات المتحدة رقم 117. تم أداء اليمين الدستورية لأعضاء مجلسي الشيوخ ومجلس النواب الأمريكيين المنتخبين. ولكن بسبب جائحة كوفيد-19، لم يتمكن أعضاء مجلس النواب المنتخبين من التجمع في القاعة لأداء اليمين الدستورية جميعًا. بدلاً من ذلك، تم استدعاؤهم إلى القاعات بشكل مجموعات متتالية من حوالي 72 شخصًا.[4]
- في 5 يناير 2021، أقيمت انتخابات الجولة الثانية في ولاية جورجيا لانتخابات مجلس الشيوخ العادية والانتخابات الخاصة، وفاز المرشحون الديمقراطيون في كلتا الانتخابين مما أدى إلى انتزاع السيطرة على مجلس الشيوخ عند تنصيب كامالا هاريس.
- في 6 يناير 2021، هاجمت جماعة مؤيدة لترامب الكابيتول(اقتحام كابيتول الولايات المتحدة 2021)، مما أدى إلى توقف الجلسة المشتركة لفحص وتصديق نتائج الانتخابات الرئاسية من قبل المجمع الانتخابي. وبحلول الليل، تم تطهير المبنى من الجماعة واستؤنف عملية فرز الأصوات، وتم تصديق النتائج بشكل رسمي حوالي الساعة 3:00 صباحًا في 7 يناير.
- في 13 يناير 2021، تمت محاكمة دونالد ترامب للمرة الثانية: حيث عزلته مجلس النواب بتهمة تحريضه على هجوم السادس من يناير على الكابيتول.
- في 20 يناير 2021، أصبح جو بايدن رئيسًا للولايات المتحدة.
- في 20 يناير 2021، تم تنصيب كامالا هاريس نائبةً للرئيس، وتم تنصيب ثلاثة أعضاء جدد في مجلس الشيوخ من الحزب الديمقراطي (أوسوف ووارنوك وباديا - الفائزين في انتخابات جورجيا الإضافية وتعيين هاريس كبديل لها)، مما يؤدي إلى انتزاع الديمقراطيين للسيطرة على مجلس الشيوخ بتقسيم 50-50 وبوجود هاريس كعضو محايد في دورها كرئيسة لمجلس الشيوخ.
- في 25 يناير 2021، قام أعضاء الحزب الديمقراطي في مجلس النواب بإرسال مقالة العزل الرسمية ضد الرئيس السابق دونالد ترامب إلى مجلس الشيوخ.
- في 3 فبراير 2021، تمت الموافقة على قرار تنظيمي في مجلس الشيوخ، مما يتيح للديمقراطيين السيطرة على اللجان وللسناتورات الجدد تولي تعيينات اللجان.
- في 4 فبراير 2021، صوت مجلس النواب بنتيجة 230-199 على القرار H.Res. 72، الذي يقضي بإقالة النائبة مارجوري تايلور جرين عن اللجان التابعة لمجلس النواب في التعليم والعمل والميزانية. تمثل مارجوري تايلور جرين ولاية جورجيا في الدائرة الانتخابية الرابعة عشر.
- من 9 إلى 13 فبراير 2021، تم عقد محاكمة عزل دونالد ترامب الثانية.

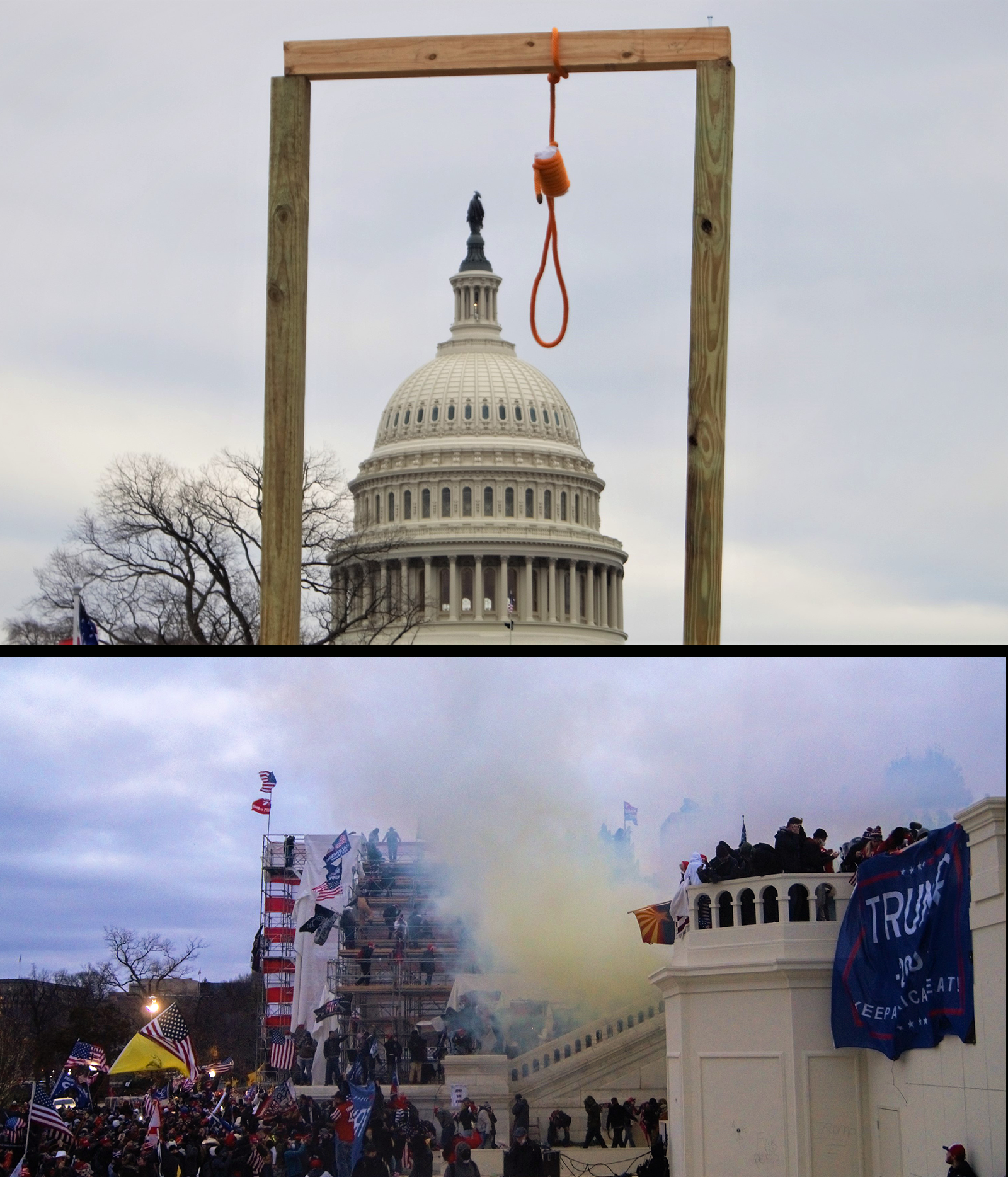
هجوم الكابيتول الأمريكي في عام 2021 (6 يناير 2021)

- هجوم الكابيتول الأمريكي في عام 2021 (6 يناير 2021)في 2 أبريل 2021، وقع هجوم بسيارة على مبنى الكابيتول في الولايات المتحدة.
- في 13 أبريل 2021، وُضع جثمان الضابط بيلي إيفانز في مبنى الكابيتول الأمريكي للعزاء العام.
- في 22 أبريل 2021، صوت مجلس النواب بنتيجة 216-208 على القرار H.R. 51 لجعل واشنطن العاصمة الأمريكية العاصمة الـ 51 للبلاد.
- في 28 أبريل 2021، ألقى الرئيس جو بايدن كلمة أمام الجلسة المشتركة للكونغرس.
- في 12 مايو 2021، صوت أعضاء الحزب الجمهوري في مجلس النواب لإقالة ليز تشيني من منصب رئيس المؤتمر الحزبي بسبب انتقادها لدونالد ترامب ومعارضتها لمحاولاته لرفض نتائج الانتخابات الرئاسية لعام 2020.[5]
- في 14 مايو 2021، تم انتخاب إليز ستيفانيك رئيسًا لمؤتمر الحزب الجمهوري في مجلس النواب.
- في 17 يونيو 2021، أصبح يوم جونتينث أول عطلة فيدرالية جديدة تم إنشاؤها منذ عام 1983.[6]
- في 21 أكتوبر 2021، صوت مجلس النواب بنتيجة 229-202 على القرار H.Res. 730 لاتهام استيف بانون، مستشار رئيس الولايات المتحدة السابق دونالد ترامب، بارتكاب تجاوز جنائي ضد المجلس بسبب رفضه الامتثال لتحقيق لجنة الانتخابات التابعة للمجلس في هجوم السادس من يناير.[7]
- في 17 نوفمبر 2021، صوت مجلس النواب بنتيجة 223-207 على القرار H.Res. 789 لتوبيخ النائب بول جوسار من الدائرة الانتخابية الرابعة في ولاية أريزونا وإقالته من اللجان التابعة للمجلس للرقابة والموارد الطبيعية، بسبب نشره فيديو أنمي يظهره وهو يقتل زميلته النائبة ألكساندريا أوكاسيو-كورتيزز ويهاجم الرئيس جو بايدن.

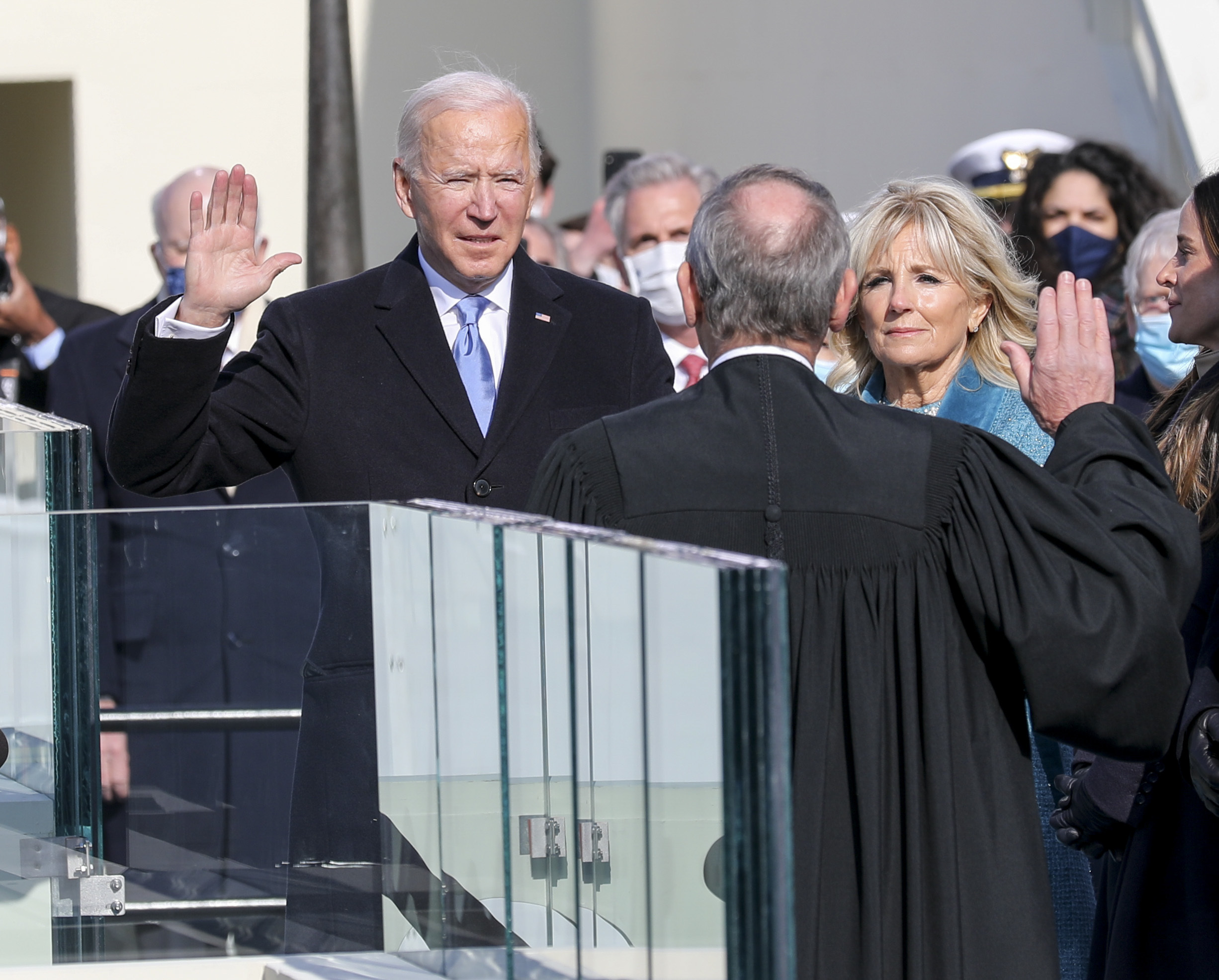
في 20 يناير 2021، أدى جو بايدن اليمين الدستورية وتولى منصبه كالرئيس السادس والأربعين للولايات المتحدة.

- في 20 يناير 2021، أدى جو بايدن اليمين الدستورية وتولى منصبه كالرئيس السادس والأربعين للولايات المتحدة.في 14 ديسمبر 2021، صوت مجلس النواب بنتيجة 222-208 على القرار H.Res. 851 لاتهام مارك ميدوز، رئيس الأركان السابق في البيت الأبيض، بارتكاب تجاوز جنائي ضد المجلس بسبب رفضه الامتثال لتحقيق لجنة الانتخابات التابعة للمجلس في هجوم السادس من يناير.
- في 4 فبراير 2022، قررت اللجنة الوطنية الجمهورية بمجلس النواب توبيخ كل من ليز تشيني عن ولاية وايومنغ وآدم كينزينجر عن الدائرة الانتخابية السادسة عشرة في ولاية إلينويس، نظرًا لمواقفهما كأعضاء في لجنة مجلس النواب الخاصة المعنية بتحقيقات هجوم يناير 6.[8]
- في 24 فبراير 2022، أعلن الرئيس جو بايدن فرض عقوبات صارمة على روسيا ردًا على غزوها لأوكرانيا.[9]
- في 1 مارس 2022، ألقى الرئيس جو بايدن خطاب حالة الاتحاد لعام 2022.
- من 21 إلى 24 مارس 2022، عُقدت جلسات استماع حول ترشيح كيتانجي براون جاكسون للمحكمة العليا.
- في 24 مارس 2022، أُدين النائب جيف فورتنبيري من ولاية نبراسكا بتهمة التآمر لتزييف الحقائق المادية وتهمتين بالكذب على المحققين الفيدراليين فيما يتعلق بتبرع غير قانوني تلقاه لحملته الانتخابية في عام 2016 من قبل الملياردير اللبناني-النيجيري جيلبرت شاكوري. استقال من الكونغرس.[10]
- في 29 مارس 2022، وضع النائب دون يونغ، ممثل منطقة ألاسكا في مجلس النواب منذ عام 1973 وعميد مجلس النواب، في دار البرلمان الأمريكي بعد وفاته في 18 مارس.[11]

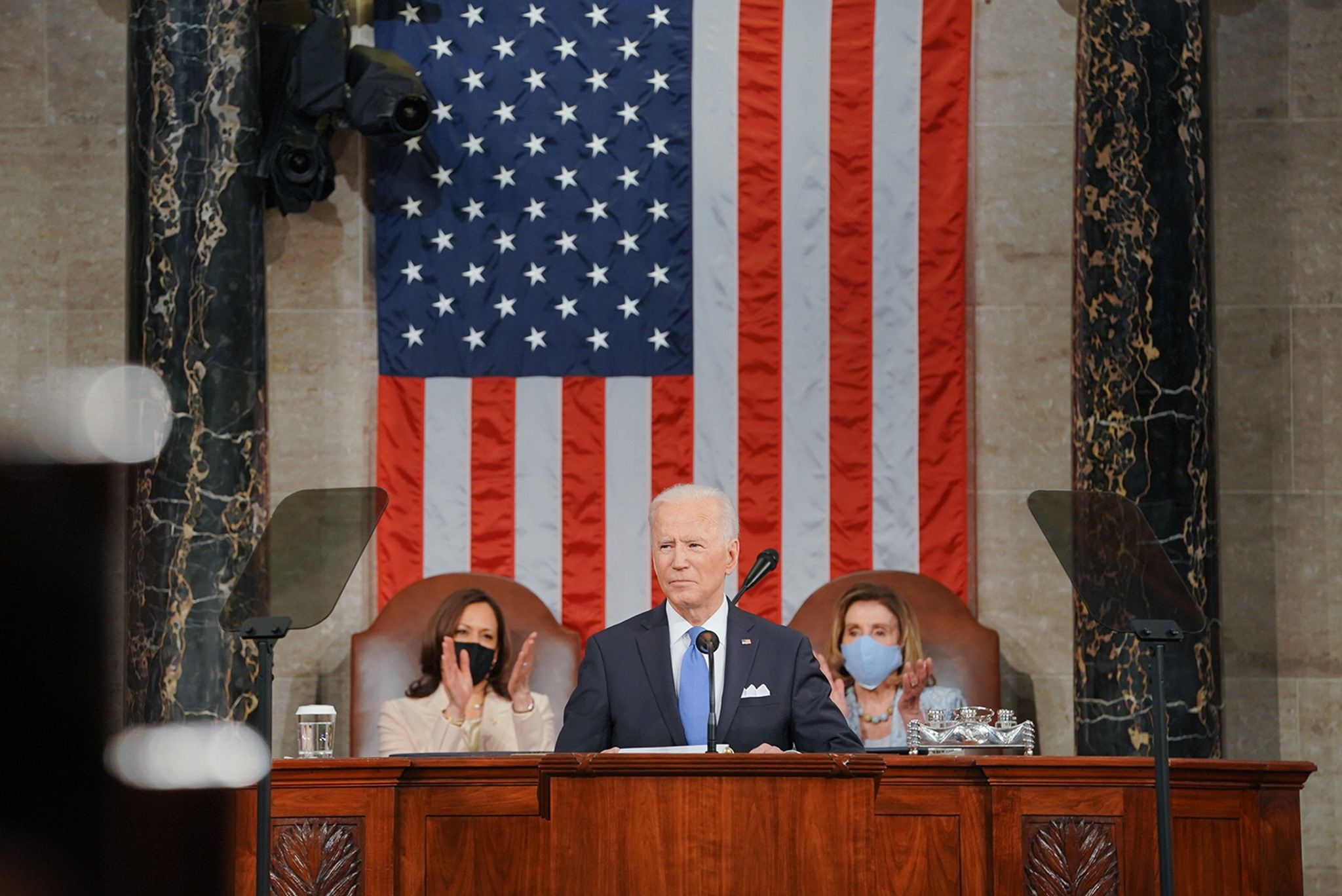
الرئيس جو بايدن خلال خطابه لجلسة مشتركة للكونغرس في عام 2021، بجانب نائبة الرئيس كمالا هاريس ورئيسة مجلس النواب نانسي بيلوسي.

- الرئيس جو بايدن خلال خطابه لجلسة مشتركة للكونغرس في عام 2021، بجانب نائبة الرئيس كمالا هاريس ورئيسة مجلس النواب نانسي بيلوسي.في 6 أبريل 2022، صوت مجلس النواب بنتيجة 220-203 على القرار H.Res. 1037 لاتهام بيتر نافارو ودان سكافينو جونيور، مسؤولين سابقين في إدارة الرئيس السابق دونالد ترامب، بارتكاب تجاوز جنائي ضد المجلس بسبب رفضهما الامتثال لتحقيق لجنة الانتخابات التابعة للمجلس في هجوم السادس من يناير.
- في 7 أبريل 2022، أقر مجلس الشيوخ تعيين كيتانجي براون جاكسون في المحكمة العليا للولايات المتحدة.
- في 9 يونيو 2022، عقدت لجنة مجلس النواب الخاصة المعنية بتحقيق هجوم السادس من يناير أولى جلساتها من بين عدة جلسات صيفية تركزت حول الهجوم.
- في 24 يونيو 2022، قررت المحكمة العليا للولايات المتحدة إلغاء قضية رو ضد وايد.
- في 27 يوليو 2022، صادق مجلس الشيوخ على قانون CHIPS and Science Act.
- في 27 يوليو 2022، توصل السيناتور جو مانشين إلى اتفاق مع زعيم الأغلبية في مجلس الشيوخ تشاك شومر لإحياء بعض جدول أعمال الرئيس جو بايدن في مجالات التغير المناخي والضرائب والرعاية الصحية في قانون خفض التضخم لعام 2022.
- في 28 يوليو 2022، صادق مجلس النواب على قانون CHIPS and Science Act.
- في 31 يوليو 2022، تسببت ضربات طائرات بدون طيار أمريكية في مقتل زعيم تنظيم القاعدة أيمن الظواهري.

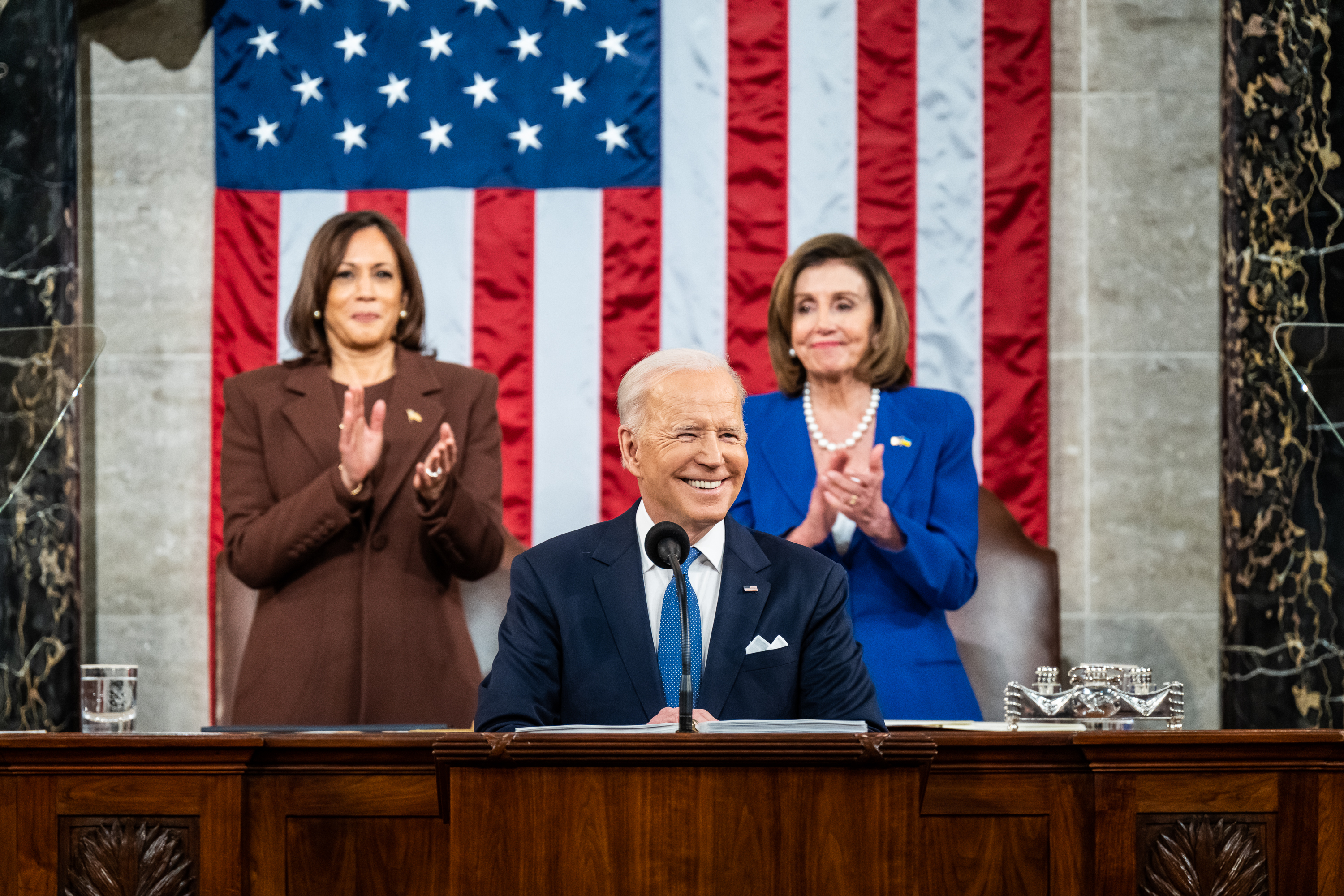
الرئيس جو بايدن خلال خطابه حول حالة الاتحاد لعام 2022.

- الرئيس جو بايدن خلال خطابه حول حالة الاتحاد لعام 2022.في 4 أغسطس 2022، صوت مجلس الشيوخ بنتيجة 95-1 لصالح تصديق انضمام السويد وفنلندا إلى حلف شمال الأطلسي (الناتو).[12]
- في 7 أغسطس 2022، صوت مجلس الشيوخ بنتيجة 51-50 لصالح تمرير قانون خفض التضخم، وقامت نائبة الرئيس كمالا هاريس بالتصويت لصالح التمرير لتكون صوت الفصل بالتعادل.
- في 12 أغسطس 2022، صوت مجلس النواب بنتيجة 220-207 لصالح تمرير قانون الحد التضخم.
- في 16 أغسطس 2022، وقع الرئيس جو بايدن قانون خفض التضخم (قانون الحد من التضخم لعام 2022) وأصبح قانونًا.
- في 24 أغسطس 2022، قام الرئيس جو بايدن بإلغاء حتى 20.000 دولار من ديون قروض الطلاب.

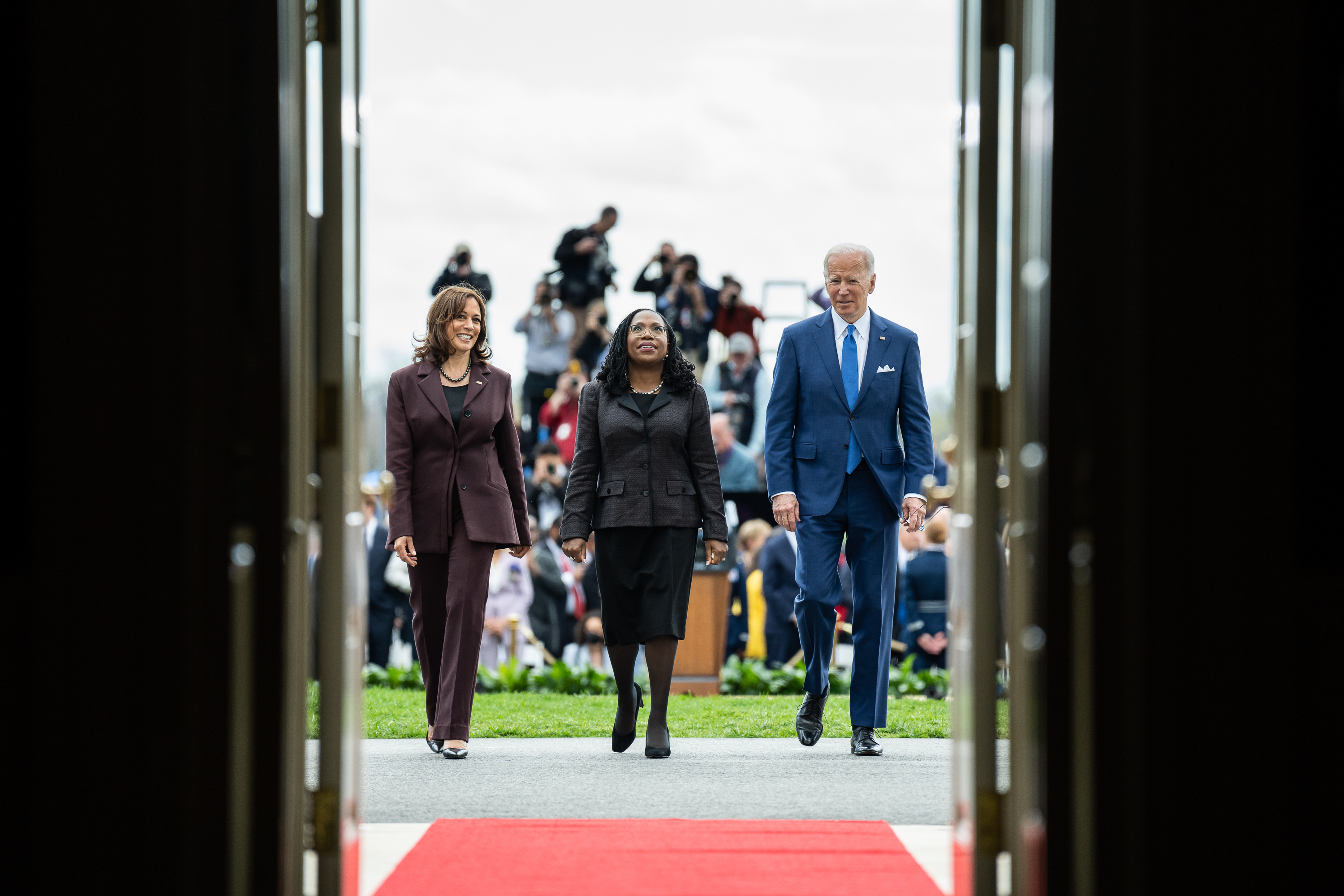
القاضية كيتانجي براون جاكسون بعد تأكيدها من قبل مجلس الشيوخ الأمريكي، برفقة الرئيس جو بايدن ونائب الرئيس كمالا هاريس.

- القاضية كيتانجي براون جاكسون بعد تأكيدها من قبل مجلس الشيوخ الأمريكي، برفقة الرئيس جو بايدن ونائب الرئيس كمالا هاريس.في 13 سبتمبر 2022، مع تنصيب ماري بيلتولا، لأول مرة في تاريخها، يشمل الكونغرس ممثلين أصليين من السكان الأصليين في ألاسكا الأصليين الأمريكيين والهاواييين الأصليين.[13]
- في 21 سبتمبر 2022، صوت مجلس الشيوخ بنتيجة 69-27 لصالح تمرير تعديل كيغالي.
- في 6 أكتوبر 2022، عفى الرئيس جو بايدن عن جميع التهم السابقة لحيازة الماريجوانا، وأوعز للمدعي العام ميريك غارلاند ووزير الصحة والخدمات البشرية خافيير بيسيرا إلى إعادة النظر في تصنيف الماريجوانا في القانون الفيدرالي.[14]
- في 9 ديسمبر 2022، تركت السيناتور الديمقراطية كيرستن ينيما رسميًا الحزب الديمقراطي وأصبحت مستقلة.[15]
- في 13 ديسمبر 2022، وقع الرئيس جو بايدن قانون احترام الزواج وأصبح قانونًا، ملغيًا بذلك قانون الدفاع عن الزواج لعام 1996.
- في 21 ديسمبر 2022، ألقى الرئيس الأوكراني فولوديمير زيلينسكي كلمة أمام جلسة مشتركة للكونغرس.[16]
- في 29 ديسمبر 2022، وقع الرئيس جو بايدن قانون توحيد التخصيصات لعام 2023 والذي يشمل عدة قوانين فرعية.

## التشريعات الرئيسية

### تشريعات مهمة

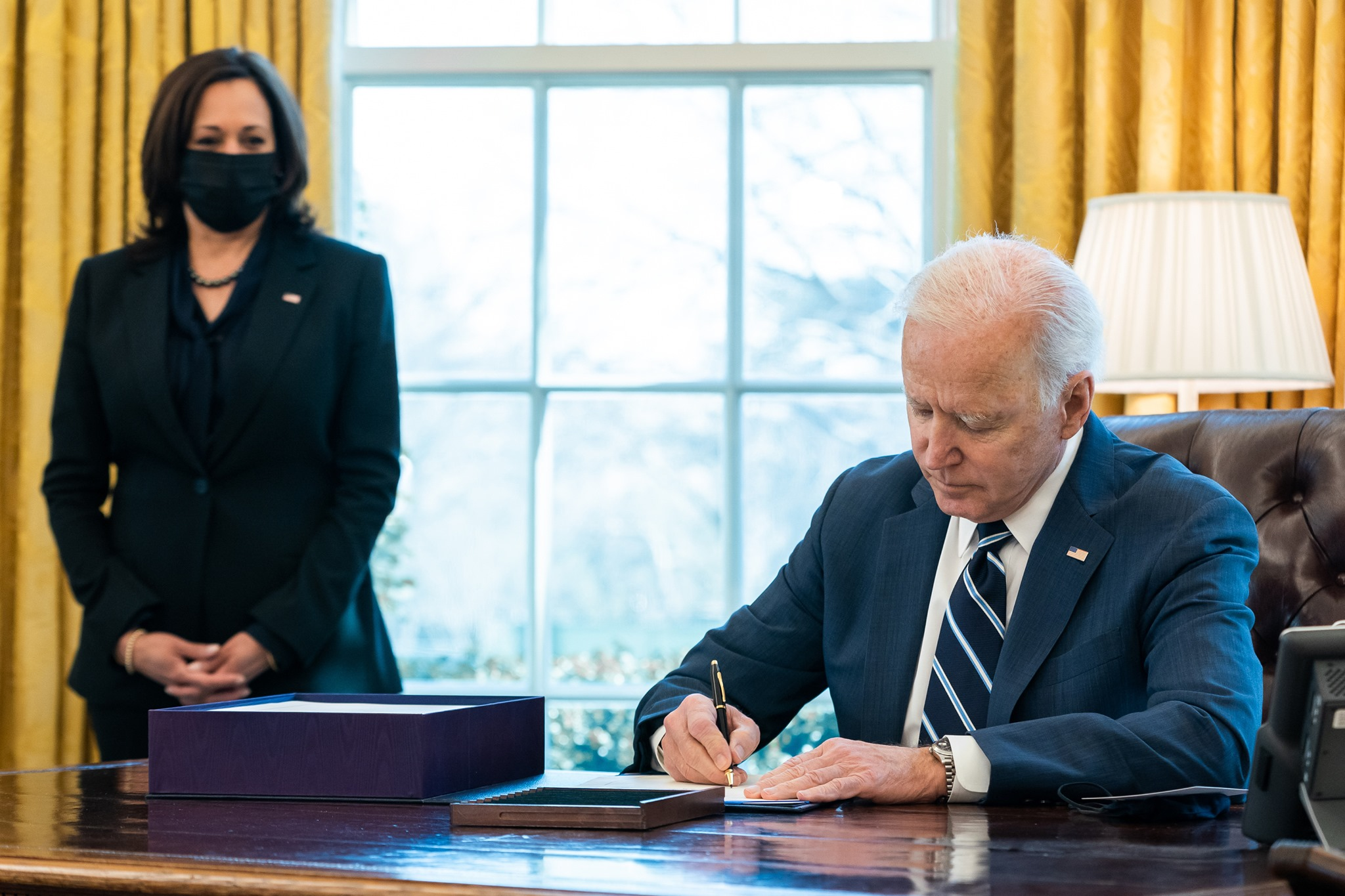
وقع الرئيس بيدن قانون خطة الإنقاذ الأمريكية لعام 2021 في قانون في 11 مارس 2021.

- 11 مارس 2021: قانون خطة الإنقاذ الأمريكية لعام 2021.
- 20 مايو 2021: قانون جرائم الكراهية المرتبطة بفيروس كوفيد-19.
- 17 يونيو 2021: قانون يوم الاستقلال الوطني لجونتينث.
- 27 أكتوبر 2021: قانون تعزيز التزام نيكاراغوا بشروط الإصلاح الانتخابي.
- 15 نوفمبر 2021: قانون الاستثمار في البنية التحتية وخلق فرص العمل.
- 22 ديسمبر 2021: قانون مساعدة الطوارئ لشرطة الكابيتول.
- 23 ديسمبر 2021: قانون منع العمل القسري للأويغور.
- 27 ديسمبر 2021: قانون تفويض الدفاع الوطني للسنة المالية 2022.

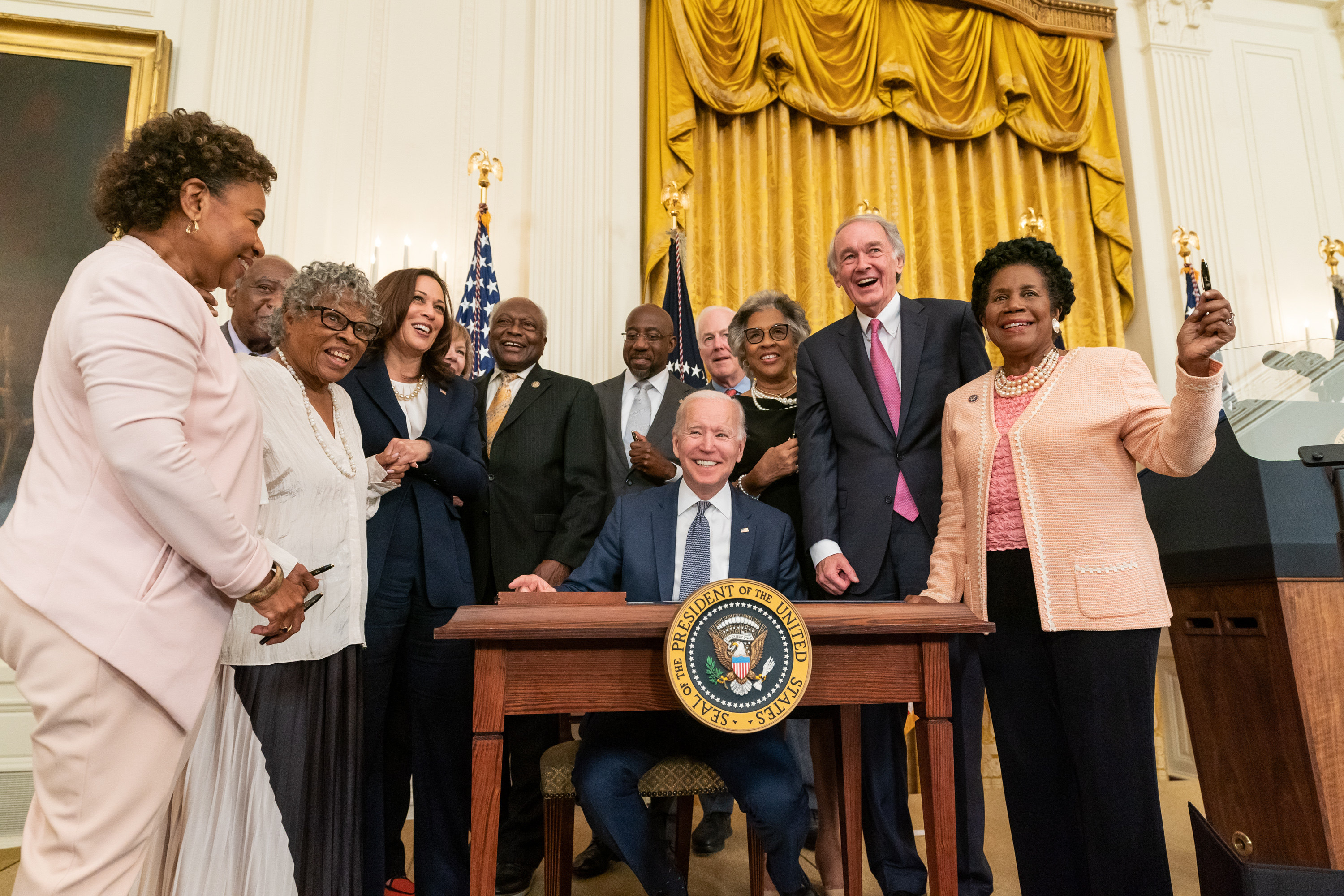
وقع الرئيس بيدن قانون يوم استقلال جونتينث الوطني في قانون في 17 يونيو 2021.

- وقع الرئيس بيدن قانون يوم استقلال جونتينث الوطني في قانون في 17 يونيو 2021.15 مارس 2022: قانون تعديلات موازنة العام 2022 (بما في ذلك قانون إعادة تفويض العنف ضد المرأة).
- 29 مارس 2022: قانون إيميت تيل لمكافحة جرائم الاعتداء العنصري.
- 6 أبريل 2022: قانون إصلاح الخدمة البريدية لعام 2022.
- 9 مايو 2022: قانون إعانة أوكرانيا للدفاع عن الديمقراطية لعام 2022.
- 25 يونيو 2022: قانون البيئة الأكثر أمانًا ثنائي الأحزاب.
- 9 أغسطس 2022: قانون CHIPS and Science Act.
- 10 أغسطس 2022: قانون تكريم وعهدنا الشامل لعام 2022.
- 16 أغسطس 2022: قانون الحد التضخم لعام 2022.
- 2 ديسمبر 2022: قانون توسيع بحوث الماريجوانا الطبية والكانابيديول.
- 7 ديسمبر 2022: قانون النطق بحرية.وقع الرئيس بيدن على قانون استثمار البنية التحتية والوظائف في 15 نوفمبر 2021.

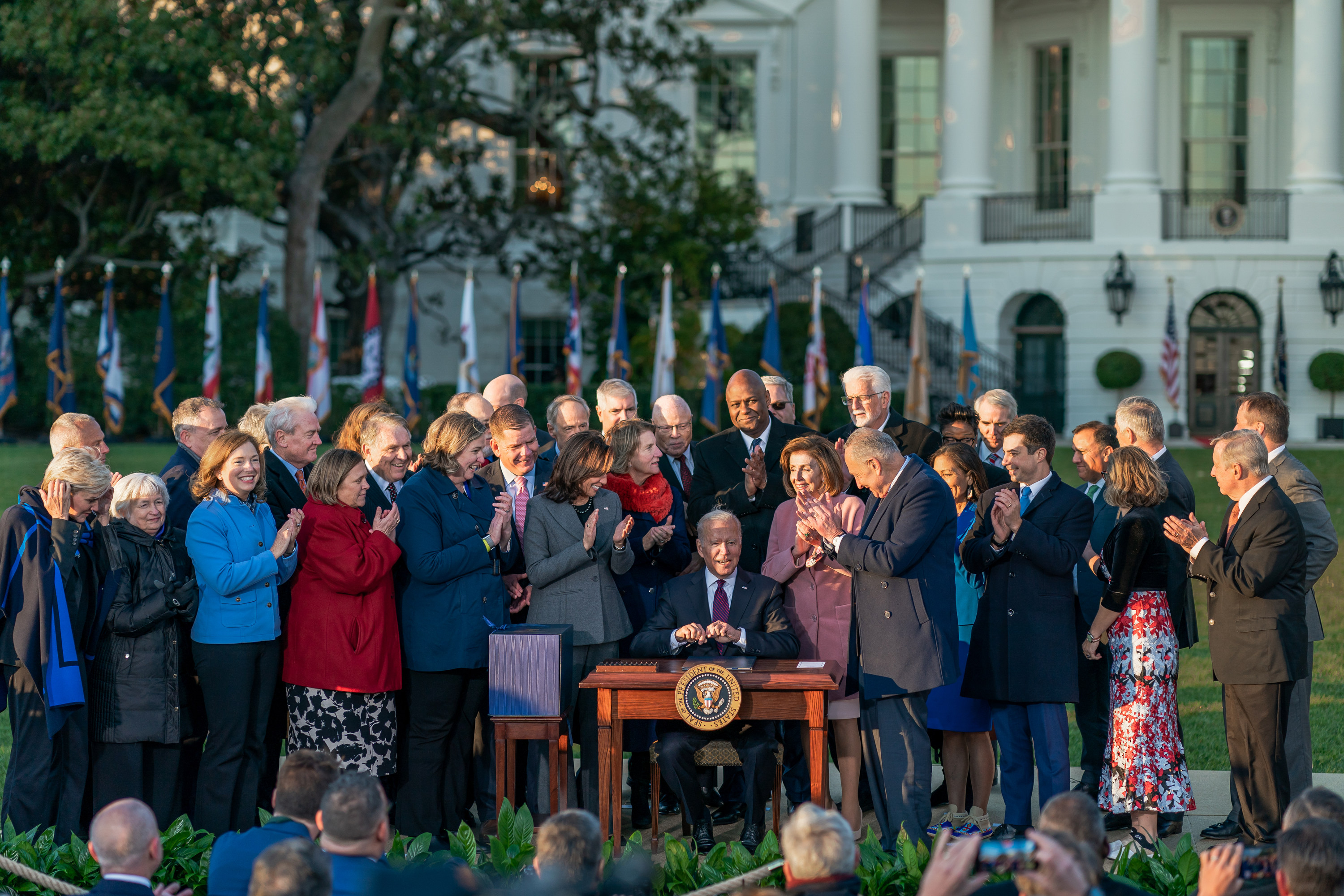
وقع الرئيس بيدن على قانون استثمار البنية التحتية والوظائف في 15 نوفمبر 2021.

- 13 ديسمبر 2022: قانون احترام الزواج.
- 23 ديسمبر 2022: قانون جيمس إنهوف لتفويض الدفاع الوطني للعام المالي 2023.
- 29 ديسمبر 2022: قانون التعليمات الموحدة للتمويل لعام 2023 (بما في ذلك قانون إصلاح العد الانتخابي وتحسين الانتقال الرئاسي لعام 2022، قانون عدل العاملات الحوامل، قانون تنظيم إنفاذ قوانين مكافحة الاحتكار على الصعيد الولائي، قانون تحديث رسوم الدمج، وقانون عدم استخدام منصة التيك توك على أجهزة الحكومة).
- 5 يناير 2023: قانون المنطقة الوطنية للتراث.
- 5 يناير 2023: قانون سامي.